# Picea retroflexa
Picea retroflexa (ялина Тапао Шань, кит.: 鳞皮云杉) — вид роду ялина родини соснових.

## Таксономічні зауваження
У флори Китаю, Vol. 4: 28 (1999) цей вид був записаний як P. asperata var. asperata, в той час як інші (китайські) наукові видання зберегли звання виду або включали його як різновид P. aurantiaca. Повторне дослідження, яке повинно включати роботу з послідовностями ДНК, представляється бажаним.

## Поширення, екологія
Країни проживання: Китай (Цинхай, Сичуань). Це типовий субальпійський вид, зустрічається між 3000 і 4000 м над рівнем моря, в основному на північних схилах на кислих ґрунтах. Клімат континентальний альпійський з низькою річною кількістю опадів. На найвищих висотах росте в чистому вигляді або в суміші з Abies squamata, але на більш низьких висотах в суміші з Picea likiangensis var. rubescens, P. aurantiaca, Abies chensiensis та Tsuga chinensis.

## Опис
Росте як вічнозелене дерево, висотою до 45 метрів і діаметром до 1 метра. Сіро-коричнева кора в борознах і нерегулярно розділена на великі, грубі пластини. Гладка або злегка шершава кора гілок спочатку червоно-або жовто-коричнева і забарвлюється на другий рік до коричневого або буро-сірого кольору. Злегка зігнуті голки від 1 до 2 см і шириною від 0,1 до 0,2 см. Період цвітіння з квітня по травень. Шишки довгасто-еліптичної форми з довжиною 5–16 см і діаметром від 2,5 до 3,5 сантиметрів. Спочатку зелені шишки міняють колір, щоб дозріти у вересні або жовтні набуваючи від світло-коричневого до червонувато-коричневого кольору. Еліптичне, довжиною близько 4 мм насіння має перевернуто-яйцеподібні крила довжиною близько 11 мм.

## Використання
Деревина використовувалась разом з іншими видами у цьому районі для тих же цілей.

## Загрози та охорона
Інтенсивна вирубка гірських і субальпійських лісів у період з 1950 по 1990 р., у поєднанні з обмеженим діапазоном поширення цього таксона призвело до значного зниження чисельності населення, за оцінками, більше 50%. Уряд Китаю недавно ввів заборону на вирубку у західному Китаї. Одна субпопуляція знаходиться в Національному Заповіднику Долини Цзючжайгоу.